# 马修·海曼
马修·海曼（英語：Mathew Hayman，1978年4月20日—），澳大利亚男子自行车运动员。他曾代表澳大利亚参加2006年和2018年英联邦运动会自行车比赛，其中2006年英联邦运动会获得一枚金牌。